# La Motte du Ciar
 (septembre 2013).
La motte du Ciar (ou motte de César) est un site aujourd'hui disparu situé au sud de Sens, autrefois Agedincum. Quelques ruines ont subsisté jusqu'au milieu du XIXe siècle.

## Description
Vestige gallo-romain, on le suppose originairement construit par les Sénons, à la veille de la guerre des Gaules. D'une surface impressionnante, ce bâtiment a livré une dédicaces montrant qu'y étaient vénérés les divinités Mars, Vulcain et Vesta. Le culte impérial pourrait aussi y avoir été pratiqué. 
Des fouilles pratiquées en 1845 ont révélé les dimensions de l'édifice principal : 76 m de long par 65 m de large et son enceinte mesurait 396 m sur 198 m. Le site se trouve à la confluence de la Vanne et de l'Yonne, en face du gué de Salcy.
Ce n'est que bien après l'épopée senones que les comtes de Sens en firent un poste militaire. Idéalement situés entre les rivières de la Vanne et de l'Yonne, ils se rendirent maîtres de la navigation et maintinrent tout le pays sous leur obéissance.
Le comte Raynard-le-vieil, bâtisseur de la grosse tour (dans le bas de la grande rue), y habita vers l'an 1000.
Un tableau de Jean Cousin l'Ancien, représentant la forteresse au XVIe siècle, déjà en ruine à l'époque, est conservé au musée de Sens. On y aperçoit en arrière-plan le pont d'Yonne et probablement l'église Saint-Maurice.